# Mount-Pikapene-Nationalpark
Der Mount-Pikapene-Nationalpark ist ein Nationalpark im äußersten Nordosten des australischen Bundesstaates New South Wales, 560 Kilometer nördlich von Sydney und rund 64 Kilometer südwestlich von Lismore.
Zusammen mit dem Fortis-Creek-Nationalpark, der Banyabba Nature Reserve, der Chapmans Peak Nature Reserve, der Mount Neville Nature Reserve und etlichen staatlichen Schutzgebieten bildet der Mount-Pikapene-Nationalpark die Southern-Richmond-Range-Gruppe von Schutzgebieten. Die südliche Richmond Range ist ein wildes Sandsteingebirge mit typischem Eukalyptusbergwald.